# Premier programme-cadre
Le premier programme-cadre (en abrégé FP1) était le programme cadre de l'Union européenne pour la recherche et le développement technologique sur la période allant de 1984 à 1988.

## Budget
Le budget du programme s'est élevé à 3,75 milliards d'euros.

## Priorités
Le programme indiquait sept objectifs : 
- Promotion de la compétitivité agricole (130 millions d'euros)
- Promotion de la compétitivité industrielle (1,060 millions d'euros)
- Amélioration de la gestion des matières premières (80 millions d'euros)
- Amélioration de la gestion des ressources énergétiques (1,770 millions d'euros)
- Renforcement de l'aide au développement (150 millions d'euros)
- Amélioration des conditions de vie et de travail (385 millions d'euros)
- Amélioration de l'efficacité du potentiel scientifique et technique de la Communauté (85 millions d'euros)

Ces objectifs sont renforcés par une enveloppe de 90 millions allouée à des actions horizontales.

## Sources